# Valentin Riedel
Pour les articles homonymes, voir Riedel.
Valentin Riedel, né le 15 février 1802 à Lamerdingen et mort le 6 novembre 1857 à Ratisbonne, est un prélat allemand qui fut évêque de Ratisbonne en Bavière de 1841 à 1857.

## Biographie
Valentin Riedel naît au sein d'une famille pauvre, mais grâce au soutien de personnes plus aisées il peut suivre des études. Il est ordonné prêtre en 1825 et devient prédicateur à Saint-Martin de Landshut, puis à Saint-Michel de Munich. En 1838, il devient directeur du séminaire et professeur de théologie morale et de pastorale au petit séminaire de Freising.
Sur la recommandation du ministre Karl von Abel, le roi Louis Ier de Bavière le nomme évêque de Ratisbonne le 2 septembre 1841, ce qui est entériné par le pape selon le concordat en vigueur à l'époque. Peu de temps après, cependant, le roi veut annuler la nomination de Riedel en lui demandant de démissionner volontairement. Le contexte et le déclencheur de ceci étaient probablement les événements entourant les funérailles de la reine Caroline, belle-mère de Louis Ier, décédée le 13 novembre 1841; comme la défunte était protestante, le clergé catholique ne s'est pas présenté en tenue liturgique pour l'enterrement de la reine veuve dans la crypte de la Theatinerkirche et a refusé d'accomplir quelque culte que ce soit. Le roi s'est donc senti offensé et blessé par cette attitude du clergé. C'est ainsi que le roi a considéré que Riedel pouvait appartenir à cette nouvelle tendance ecclésiale rigoriste, d'autant que le nouvel évêque avait été patronné par l'évêque d'Eichstätt, Mgr von Reisach, connu pour ses positions ultramontaines. Comme Riedel refuse d'abandonner, il est consacré évêque le 13 mars 1842. Des tensions se font jour de la part du doyen de la cathédrale, Melchior von Diepenbrock, qui est d'opinion plus modérée, bien que Mgr Riedel l'ait nommé vicaire général peu de temps après avoir pris possession du diocèse. 
En tant qu'évêque, il est particulièrement préoccupé par la formation des futurs prêtres. À cette fin, il ouvre en 1844, le petit séminaire Saint-Michel des bénédictins de Metten. Il crée aussi un fonds de pension en 1846 pour les prêtres âgés et restaure la vie monastique et religieuse dans son diocèse qui avait déjà commencé dans les années 1830. Sous son épiscopat, de nombreuses congrégations et d'anciens ordres religieux repeuplent les monastères, tandis que de nouvelles communautés se forment.
Pour promouvoir et renouveler l'art sacré, il fonde l'association d'art sacré pour le diocèse de Ratisbonne en 1854 avec l'abbé Gregor Scherr OSB à l'abbaye de Metten. La réforme de la musique d'église est également une préoccupation particulière de Mgr Riedel; À cette fin, il soutient le chanoine de Ratisbonne et musicien  Carl Proske, qui compose des œuvres plus spirituelles en remplacement d'œuvres orchestrales du siècle passé, considérées comme ayant un style trop profane. Au nom de Mgr Riedel, Proske compile une collection d'œuvres d'anciens maîtres à utiliser dans les offices religieux (Musica divina). En outre, il publie des directives appropriées pour la musique d'église pour le diocèse de Ratisbonne en 1857.
Mgr ignatius von Senestrey lui succède.

## Source de la traduction
- (de) Cet article est partiellement ou en totalité issu de l’article de Wikipédia en allemand intitulé « Valentin Riedel » (voir la liste des auteurs).